# Ćirikovac
Ćirikovac (em cirílico:Ћириковац) é uma vila da Sérvia localizada no município de Požarevac, pertencente ao distrito de Braničevo, na região de Braničevo. A sua população era de 1470 habitantes segundo o censo de 2002.

## Demografia
| 1948  | 1953  | 1961  | 1971  | 1981  | 1991  | 2002  |
| ----- | ----- | ----- | ----- | ----- | ----- | ----- |
| 1 558 | 1 620 | 1 766 | 1 715 | 1 744 | 1 645 | 1 407 |